# Communauté de communes des Deux Buëch
Die Communauté de communes des Deux Buëch ist ein ehemaliger Gemeindeverband (Communauté de communes) im Département Hautes-Alpes in der Region Provence-Alpes-Côte d’Azur. Er war nach den zwei (französisch deux) Flüssen Grand Buëch und Petit Buëch benannt.

## Ehemalige Mitgliedsgemeinden
| - Chabestan - Châteauneuf-d’Oze - Furmeyer - La Roche-des-Arnauds | - Le Saix - Manteyer - Montmaur - Oze | - Rabou - Saint-Auban-d’Oze - Veynes |

## Geschichte
Der Gemeindeverband hat seinen Ursprung in einem SIVOM, das im Jahr 1979 gegründet und im Jahr 1987 in ein district umgewandelt wurde. Nach einem Erlass vom 14. Dezember 2000 wurde noch am selben Tag die damals aus zehn Mitgliedsgemeinden bestehende Communauté de communes des Deux Buëch gegründet. Am 27. November 2008 kam die Gemeinde Manteyer hinzu.
2014 wurde der Gemeindeverband um die Commune nouvelle Dévoluy erweitert und auf den Namen Communauté de communes Buëch-Dévoluy umbenannt.